# Carl von Imhoff
Christoph Adam Carl von Imhoff, conosciuto come Carl von Imhoff (Mörlach, 3 ottobre 1734 – Monaco di Baviera, 9 agosto 1788), è stato un militare, pittore e caricaturista tedesco della dinastia degli Imhoff.
Collaborò con la Compagnia britannica delle Indie orientali.

## Biografia

### I primi anni e l'inizio della carriera militare
Il barone Christoph Adam Carl von Imhoff nacque il 9 agosto 1734, figlio del nobile Christoph Albrecht Carl von Imhoff e di sua moglie, Maria Juliana Sophia von Calenberg. Venne alla luce nella tenuta del padre a Mörlach non lontano da Hilpoltstein.
Come i suoi fratelli Friedrich Wilhelm e Julius, Carl von Imhoff si unì all'esercito del ducato di Württemberg come ufficiale. Dopo la pace di Hubertusburg nel 1763, l'esercito del Württemberg si ridusse gradualmente e pertanto egli rischiò di rimanere senza impiego. Il 28 dicembre 1768 venne promosso capitano nella guardia del corpo del duca.

### Pittore a Londra
Insoddisfatto della sua vita militare ed indebitato, Carl von Imhoff decise di congedarsi dall'esercito e di recarsi a Londra con la sua amante, Anna Maria (Marian) Apollonia Chapuset, dedicandosi a quella che era sempre stata la sua passione, la pittura ritrattistica. Nell'aprile del 1768, con un ritratto della regina, venne accettato nella mostra annuale della London Society of Artists. Carl vom Imhoff lavorò quindi sia come ritrattista che come copista.

### Ufficiale coloniale a Madras
Pur avendo avuto un discreto successo come pittore, Carl von Imhoff si trovava ancora una volta insoddisfatto del suo operato e senza molto denaro in tasca, ma aveva avuto la possibilità con il suo talento di entrare in contatto con l'élite londinese e, tramite raccomandazioni di alcuni suoi clienti, ricevette il brevetto da cadetto dalla Compagnia britannica delle Indie orientali e venne inviato a Madras dal 1769. Nel marzo del 1769, iniziò il proprio viaggio accompagnato sempre dalla sua amante Marian Chapuset e dal figlio che la coppia aveva avuto insieme (di due anni e mezzo d'età). Durante questo viaggio, Imhoff ebbe modo di conoscere Warren Hastings che pure aveva preso la medesima rotta come membro del nuovo governo coloniale di Madras. Hastings si innamorò di madame Chapuset durante il viaggio e, in cambio del suo tacito assenso, von Imhoff ricevette in seguito considerevoli favori e compensi finanziari da Hastings. Ufficialmente, la signora Chapuset era considerata la moglie di Imhoff e la coppia visse insieme a Madras almeno fino al 1770, per quanto i due non fossero sposati: fu probabilmente lo stesso Hastings ad aggiustare la documentazione necessaria falsificando degli atti che consentissero a von Imhoff di vivere liberamente con l'amante ed a lui di continuare la sua relazione in clandestinità e sicurezza. Anche a Madras, von Imhoff continuò a lavorare come ritrattista, pur dedicandosi anche alla scrittura con un diario da lui tenuto con la descrizione del suo viaggio e della sua permanenza in India in questo periodo che risulta ad oggi particolarmente rilevante per gli stoici del colonialismo.

### Ritorno a Mörlach

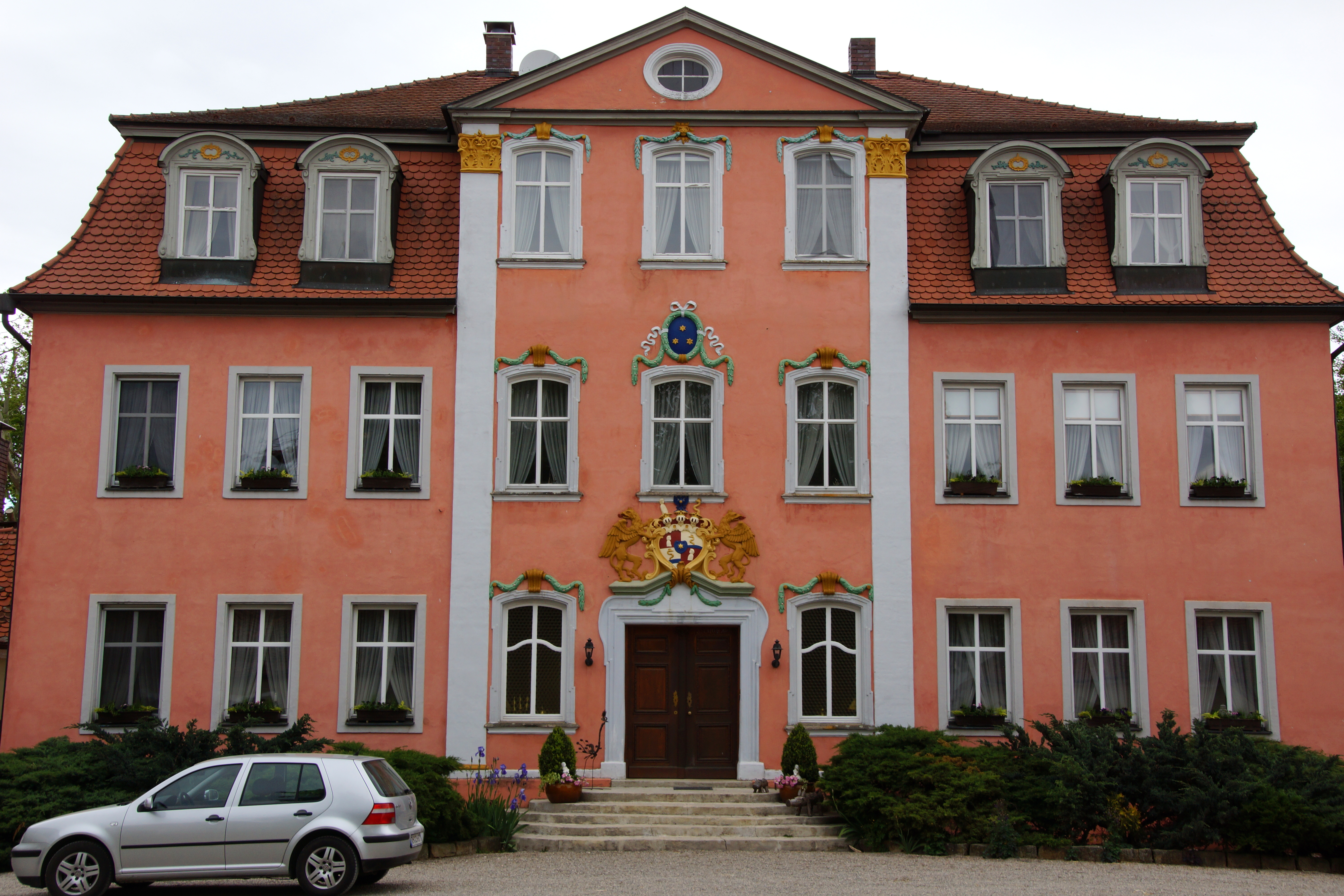
Il castello di Mörlach, fatto costruire da Carl von Imhoff nell'omonima tenuta paterna

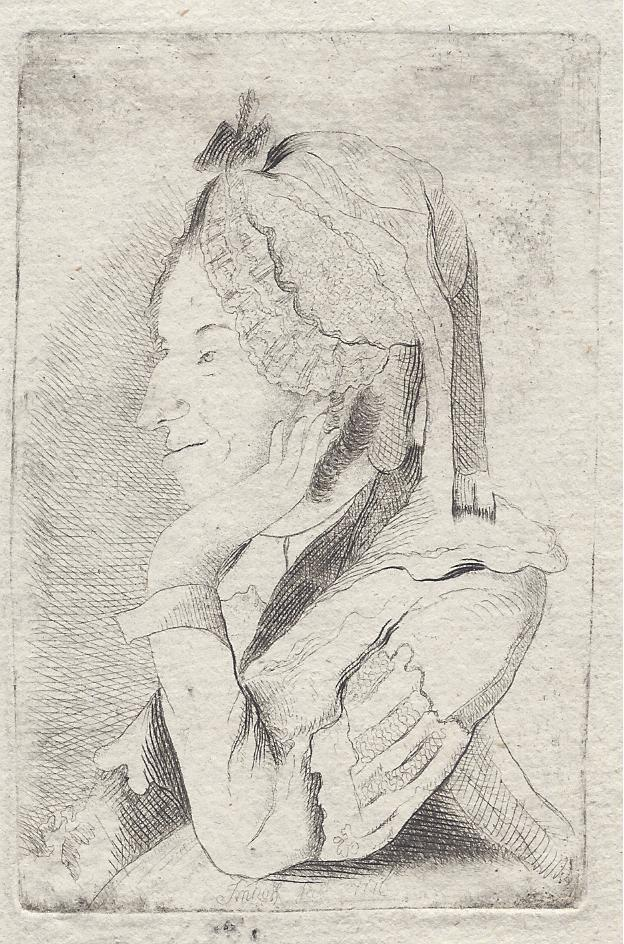
Carl von Imhoff: ritratto caricaturale della nipote Franziska von Vischpach

Nell'estate del 1774, Carl von Inhoff, accompagnato da due servitori indiani, fece ritorno nella tenuta di famiglia a Mörlach. Egli, grazie alle ingenti ricchezze accumulate, rilevò la tenuta ai fratelli ed iniziò immediatamente la costruzione di un sontuoso castello sul modello di quelli inglesi dell'epoca. Il 16 gennaio 1775 si fidanzò ufficialmente con la sorella minore di Charlotte von Stein, Luise Franziska. Il matrimonio, celebrato il 2 febbraio successivo, produsse sei figli di cui la più nota fu certamente la scrittrice e poetessa Amalie von Imhoff, tenuta a battesimo da un amico di Carl, lo scrittore Karl Ludwig von Knebel. In realtà questa unione non fu particolarmente felice, sia perché von Imhoff in realtà non aveva tutte le somme dichiarate in suo possesso dall'India e sia perché iniziarono a circolare le prime voci sul triangolo amoroso Imhoff-Chapuset-Hastings. In questa delicata situazione, risultò fondamentale l'intervento del duca Carlo Augusto di Sassonia-Weimar-Eisenach che richiese da Calcutta l'invio della documentazione necessaria a risolvere la questione matrimoniale e l'accusa di bigamia mossa al suo protettio ed infine ottenne una dichiarazione di divorzio da Maria Anna Chapuset datata al 12 luglio 1777.
Carl von Imhoff continuò la sua attività di ritrattista anche a Mörlach, realizzando disegni anche relativi al suo soggiorno in India, oltre a ritratti dei suoi parenti, spesso caricaturali, ispirati alla fisiognomica teorizzata da Johann Caspar Lavater.

### Il trasferimento a Weimar
I debiti e le complicate relazioni familiari, spinsero von Imhoff a trasferirsi a Weimar dal 1785 dove la sua casa divenne ancora una volta un punto d'incontro artistico e letterario. Schiller venne appositamente da Dresda nel luglio del 1787 per incontrare Carl von Imhoff. Anche in questa città, von Imhoff lavorò come ritrattista, dedicandosi per la prima volta anche alla tecnica dell'incisione, senza ad ogni modo a riuscire a trovare un punto d'appoggio, né economico né professionale.
Anche i rapporti con la moglie erano ormai peggiorati e la coppia stava per separarsi quando, il 9 agosto 1788, improvvisamente, Carl von Imhoff morì mentre si trovava a Monaco di Baviera.